# هامشية التعادل

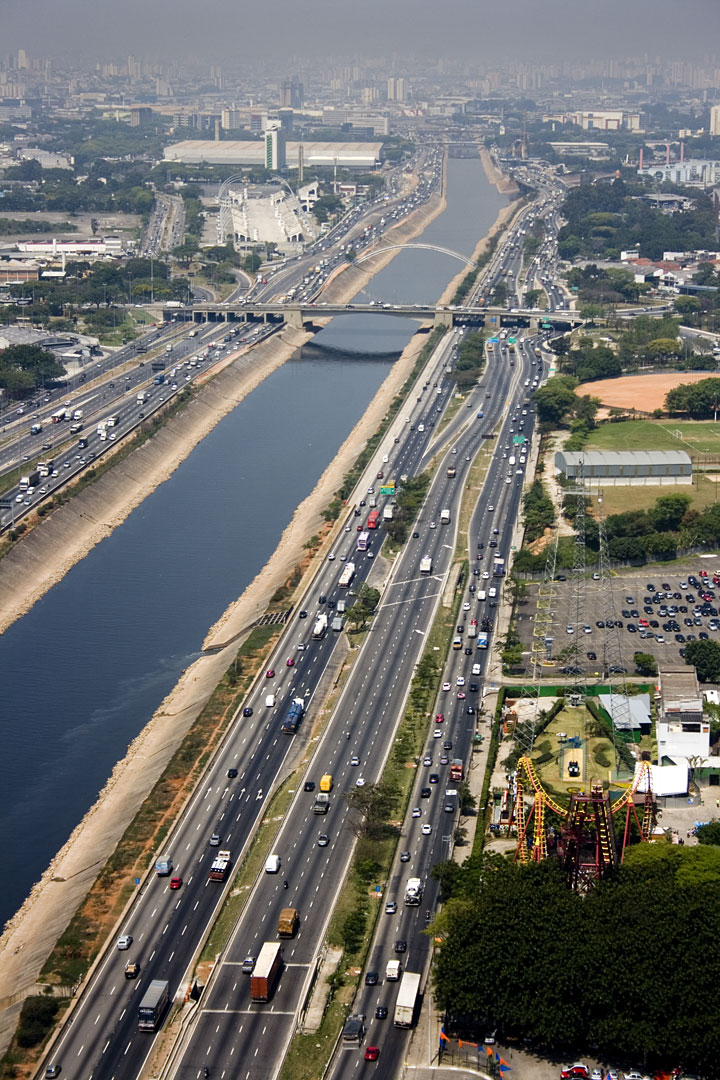
هامشية التعادل

هامشية التعادل ((بالبرتغالية: Marginal Tietê‏)) هو اسم أحد الطرق السريعة الهامة والمزدحمة في ساو باولو. انها تملك نحو 24.5 كم، وافتتحت في عام 1957.